# Scottish Football League Division Three
Die Scottish Division Three war von 1923 bis 1926 und von 1946 bis 1949 die dritthöchste Fußballliga innerhalb der Scottish Football League.
In der Liga spielten in den 1920er Jahren sechzehn Mannschaften, und in den 1940er Jahren zehn. Die Erst- und Zweitplatzierten der jeweiligen Saison stiegen in die Division Two auf.  

## Meister der Division Three
- 1923/24 – FC Arthurlie
- 1924/25 – Nithsdale Wanderers
- 1925/26 – FC Helensburgh
- 1946/47 – Stirling Albion
- 1947/48 – FC East Stirlingshire
- 1948/49 – Forfar Athletic